# Brotheas dasilvai
Espèce
Brotheas dasilvai est une espèce de scorpions de la famille des Chactidae.

## Distribution
Cette espèce est endémique du Bolívar au Venezuela. Elle se rencontre vers El Manteco.

## Étymologie
Cette espèce est nommée en l'honneur d'Abilio Da Silva.

## Publication originale
- González-Sponga, 1978 : Escorpiofauna de la región oriental del estado Bolivar, en Venezuela. Roto-Impresos, p. 1–217.